# اندی هوپلمن
اندی هوپلمن (انگلیسی: Andy Hoepelman؛ زادهٔ march ۲۶, ۱۹۵۵ (۶۹ سال)) ورزشکار واترپلو اهل پادشاهی هلند است.
وی در مسابقات کشوری و بین‌المللی در مجموع برندهٔ ۱ مدال برنز شده‌است.